# Otto Geiss (Maler)
Otto Geiss (* 5. August 1939 in Augsburg; † 26. November 2005 ebenda) war ein deutscher Maler.

## Leben
Otto Geiss sah sich von Kindheit an zum Malen getrieben. Den Höhepunkt seines Schaffens erlebte er in den 1970er und 80er Jahren. 1970 erhielt er den Augsburger Kunstförderpreis. Seine oft großformatigen Bilder mit skurrilen Zitaten aus Mythologie, Erotik und der Welt der Fantasie waren bei Sammlern sehr gefragt. Einige seiner besten Arbeiten hängen im Kunstmuseum Walter.